# الجوهرة الرياضية النسائية بصفاقس
الجوهرة الرياضية النسائية بصفاقس، هو فريق تونسي لكرة قدم النسائية تأسس عام 2006 في مدينة صفاقس، ولاية صفاقس، يلعب هذا الفريق في الرابطة التونسية المحترفة لكرة القدم للسيدات في موسم 2021–22.

## وصلات خارجية
- صفحة الجوهرة الرياضية النسائية بصفاقس على موقع كوووة.
- الموقع الرسمي للجامعة التونسية لكرة القدم.